# Cepphis
Cepphis is een geslacht van vlinders van de familie spanners (Geometridae), uit de onderfamilie Ennominae.

## Soorten
- C. advenaria

Kleine herculesspanner Hübner, 1790
- C. megamede Druce, 1892
- C. relictaria Walker, 1860